# 山川牧
山川 牧（やまかわ まき、1970年2月21日 - ）は、日本のファッションモデル、ラジオパーソナリティ。foh piece所属。京都府出身。身長170cm、血液型A型。聖母学院高等学校卒業。

## 来歴
デビューは14歳のJJ専属モデル。体重は公表していないが、出演番組の企画で400ml献血をしていることから50kg以上であると思われる。その関西系のキャラクターで多くのリスナーを楽しませている。また、音楽鑑賞や競馬、ビリヤードなど幅広い趣味を持ち、その知識をラジオ番組で披露している。なお、1970年生まれだが、本人は毎年『23歳』だと言いはっている。
1990年代中期、深夜のテレビショッピング番組『テレコンワールド』の司会を、パックンマックンのパトリック・ハーランとコンビで行い知名度をあげた。

## 出演番組
- Bein'BAD（FM FUJI、2021年4月3日 - ）

## 過去の出演番組
- FREE STYLE （山梨放送）
- アイノヒジテツ（山梨放送）
- J-WAVE DX
- MITSUBISHI MOTORS PRESENTS Heart-Beat Style（TOKYO FM）
- Inter X-Press（bayfm）
- Coast Drivin'（FMヨコハマ）
- ぴかいち倶楽部（NHK）
- おしゃべりなFriends（MXテレビ）
- WEST21（読売テレビ）
- Music Sunday（「EZ TODAY'sウォッチプラス」内） （EZチャンネルプラス）
- Open Sesame!（JFN　水・木担当）
- JAF ECO BREAK 〜Sound For Fresh Air〜（TOKYO FM）等
- GOOD DAY（FM-FUJI、水曜担当、2019年4月3日 - 2021年3月31日）
- 山川牧のFUN!FUN!シネマズ（RADIO BERRY）
- Style/Style（tvk、ナレーター）